# Delegación de Lautaro
| Delegación de Lautaro    | Delegación de Lautaro |
| ------------------------ | --------------------- |
| Cabecera:                | Fuerte de Colcura     |
| Cabildo o Municipalidad: |                       |
| Ubicación                |                       |
|                          |                       |

Delegación de Lautaro, es una división territorial de Chile. Corresponde al antiguo Partido de Lautaro, que con la Constitución de 1823, cambia de denominación.
Su cabecera estaba en la Fuerte de Colcura. 
Con la ley de 30 de agosto de 1826, que organiza la República, integra la nueva provincia de Concepción. 
Con la Constitución de 1833, pasa a denominarse Departamento de Lautaro

## Límites
La Delegación de Lautaro limitaba:
- Al Norte con el río Biobío y la Delegación de Concepción, Delegación de Puchacay y Delegación de Rere
- Al Este con el río Biobío y la Delegación de La Laja
- Al Sur con la línea Arauco - Nacimiento.
- Al Oeste con el Océano Pacífico